# Бакинська губернія
Бакинська губернія (азерб. Bakı quberniyası) — історична адміністративно-територіальна одиниця Російської імперії (потім - Російської республіки і Азербайджанської Демократичної Республіки). Центр — місто Баку. 

## Історія
Губернія була утворена в 1846 році, як Шамахинська. В 1859 році через руйнівний землетрус у губернському місті Шамахи найвищим указом від 6 грудня управління Шемахинською губернією і всі, хто був там губернські установи були переведені у Баку і губернія була перейменована на Бакинську. Цим же указом Баку був зведений у ступінь губернське місто. В 1860 році до неї приєднано Кубинський повіт, а потім по утворенню Єлизаветпольської губернії до останньої відійшли повіти Нухінський і Шушинський.
В 1905-1906 роках зважаючи на Вірмено-татарську різанину у Баку діяло тимчасове генерал-губернаторство.
Губернія була скасована в 1920 році після радянізації Азербайджану.

## Загальні відомості
Губернія мала у своєму складі 6 повітів: Бакинський, Кубинський, Шемахинський, Гокчайський, Джевадський та Ленкоранський. Площа — 39,1 тис. км².
Населення (1897) — 826,7 тис. чол., в том числі азербайджанці — 58,7%, тати — 10,8%, росіяни — 8,9%, вірмени — 6,3%, лезгини — 5,8%, талиші — 4,2%. Тих, що мають освіту — 7,9%.
Головними галузями промисловості були видобуток та переробка нафти, винокуріння та приготування борошна. Наприкінці XIX століття в губернії було 247 щовкоткацьких та шовкомотальних фабрик та 125 гончарних заводів.

## Персоналії
- Ахундов Велі Юсуфович — уродженець селища Сараї, партійний і державний діяч, Перший секретар ЦК КП Азербайджану.